# 20 halerzy czechosłowackich (1991)
20 halerzy (cz. 20 haléřů, słow. 20 halierov) – czechosłowacka moneta obiegowa o nominale 20 halerzy bita w latach 1991–1992 i wycofana z obiegu w roku 1993. Autorami projektu byli Miroslav Rónai oraz František David.

## Wzór
Zasadniczą część awersu zajmował herb Czeskiej i Słowackiej Republiki Federacyjnej – w polu czwórdzielnym naprzemiennie ułożony czeski koronowany lew o podwójnym ogonie oraz słowackie trójwzgórze z krzyżem patriarszym. Powyżej zapisano skrót nazwy kraju („ČSFR”), u dołu zaś rok bicia. Po obu stronach tarczy herbowej wolne miejsce wypełniono lipowymi gałązkami. Oznaczenie projektanta Miroslava Rónaia – inicjał „R” – zamieszczono poniżej daty. 
Rewers monety przedstawiał duży, zapisany arabskimi cyframi nominał. Cyfry częściowo nakładały się na siebie nawzajem oraz na położoną w dolnej części mniejszą literę „h” stanowiącą określenie waluty. Poniżej cyfry 2, przy lewej krawędzi monety zamieszczono niewielki inicjał „D”, znak projektanta Františka Davida.

## Nakład
Moneta według projektu z 1991 roku stanowiła modyfikację 20 halerzy z roku 1972. Zmiana wzoru awersu spowodowana była odejściem od socjalistycznej nomenklatury i symboliki po upadku komunizmu. W zarządzeniu Banku Państwowego z dnia 14 lutego 1991 r. przewidziano, że nowe monety będą posiadały te same parametry fizyczne co wcześniejszy wariant, z uwzględnieniem jednak m.in. nowego herbu państwowego. Tym samym zastosowanie miały tu wytyczne zawarte w zarządzeniu Ministra Finansów z 24 sierpnia 1972 r. Zapisano w nim, że monety będą bite z krążków o masie 2,6 g (±2%) wykonanych z mosiądzu (stop miedzi – 79% – z cynkiem – 20% – i 1-procentową niklu). Wskazano również, że rant dwudziestohalerzówek ma być ząbkowany, a średnica gotowych monet ma mierzyć 19,5 mm. Ich grubość wyniosła w przybliżeniu 1,2 mm.
Bite w mennicy w Kremnicy monety zostały wyemitowane wraz z pozostałymi nominałami, 1 kwietnia 1991 roku, stanowiąc kontynuację poprzedniego wariantu z 1972 roku. W sumie wybito jedynie dwa roczniki w łącznej liczbie przekraczającej 76 mln sztuk. Monety wzoru z 1991 uległy denominacji już po rozpadzie Czechosłowacji jednocześnie ze swoimi poprzednikami z 1972 roku – w Czechach z końcem lipca, a na Słowacji z końcem listopada roku 1993.